# Itoplectis fustiger
Itoplectis fustiger är en stekelart som beskrevs av Henry Keith Townes, Jr. 1960. Itoplectis fustiger ingår i släktet Itoplectis och familjen brokparasitsteklar. Inga underarter finns listade i Catalogue of Life.